# USS Alaska (CB-1)
USS Alaska (CB-1) a fost prima navă din clasa Alaska de crucișătoare de dimensiuni mari care a servit Marina Statelor Unite la sfârșitului celui de-al Doilea Război Mondial. Cealaltă navă din clasa ei a fost Guam; alte patru nave de acest tip au mai fost comandate, dar nu au fost finalizate până la sfârșitul războiului. Alaska a fost a treia navă a Marinei SUA care a fost numită după ceea ce se chema pe atunci teritoriul Alaska. Construcția ei a început la 17 decembrie 1941, la 10 zile după începerea războiului, iar nava a fost lansată în august 1943 de către New York Shipbuilding Corporation în Camden, New Jersey, și a devenit disponibilă în iunie 1944. Armamentul principal era format din 9 tunuri de 305 mm amplasate în trei turele triple, și avea o viteză maximă de 33 noduri (61 km/h).
Deoarece a fost disponibilă abia spre sfârșitul războiului, Alaska a servit relativ puțin timp. Ea a participat la operațiunile din Iwo Jima și Okinawa între februarie-iulie 1945, incluzând apărarea antiaeriană a grupului de sprijin al unui portavion și efectuarea unor bombardamente pe coastă. La Okinawa a doborât numeroase avioane japoneze, incluzând probabil și un avion kamikaze Ohka. În iulie-august 1945 a participat la operațiuni contra navelor de transport japoneze în China de Est și Marea Galbenă. După sfârșitul războiului a servit la operațiunile militare pentru ocuparea Coreei și a transportat un număr de soldați americani înapoi în SUA. A fost retrasă din serviciu în februarie 1947 și plasată în rezervă, unde a rămas până în 1960, când a fost scoasă din evidență și vândută ca fier vechi în anul ce a urmat.

## Construcția
Construcția navei Alaska a fost legiferată prin Actul de Extindere a Flotei din 19 iulie 1940, iar nava a fost comandată la 9 septembrie. Construcția ei a început la 17 decembrie 1941 la New York Shipbuilding, în Camden, New Jersey. A fost lansată la 15 august 1943, fiind botezată de soția guvernatorului Alaskăi, după care s-a făcut amenajarea. Nava a fost terminată în iulie 1944, fiind dată în serviciu Marinei SUA la 17 iunie, sub comanda căpitanului Peter K. Fischler.
Nava avea o lungime de 246,43 m, o lățime de 27,76 m și un pescaj de 9,7 m. Avea un deplasament de 30 257 tone standard și 34 803 tone încărcată la maxim. Nava era propulsată de patru elice acționate de turbine cu abur General Electric. Aburul necesar turbinelor era produs de opt cazane Babcock & Wilcox funcționând cu păcură. Turbinele furnizau la arbore o putere de 150 000 CP (110 000 kW), ce asigura o viteză maximă de 33 noduri (61 km/h). Nava avea o autonomie de 12 000 mm (22 000 km) la o viteză de 15 noduri (28 km/h). Nava dispunea de patru hidroavioane OS2U Kingfisher sau SC Seahawk, pentru lansarea cărora era echipată cu o pereche de catapulte cu abur montate la mijlocul navei.
Armamentul principal al navei era format din 9 tunuri Mark 8 L/50 de 305 mm grupate în trei turele triple, două în față (a doua la un nivel mai înalt decât prima) și una la pupa suprastructurii. Armamentul secundar consta din douăsprezece tunuri jumelate L/38 de 127 mm, în șase turele amplasate simetric. Două erau amplasate în axul navei deasupra turelelor principale, una la prova și una la pupa suprastructurii, iar restul de patru turele era amplasate în colțurile suprastructurii. Armamentul antiaerian consta în 56 de tunuri Bofors de 40 mm cvadruple și 34 de tunuri Oerlikon de 20 mm individuale. Conducerea focului armamentului principal era asigurată de două sisteme de tip Mk 34, a tunurilor de 127 mm de două sisteme de tip Mk 37, iar a tunurilor de 40 mm de un sistem de tip Mk 57. Centura  cuirasată avea o grosime de 229 mm, iar blindajul frontal al turelelor era de 325 mm. Puntea principală cuirasată avea o grosime de 102 mm.

## Istoria serviciului

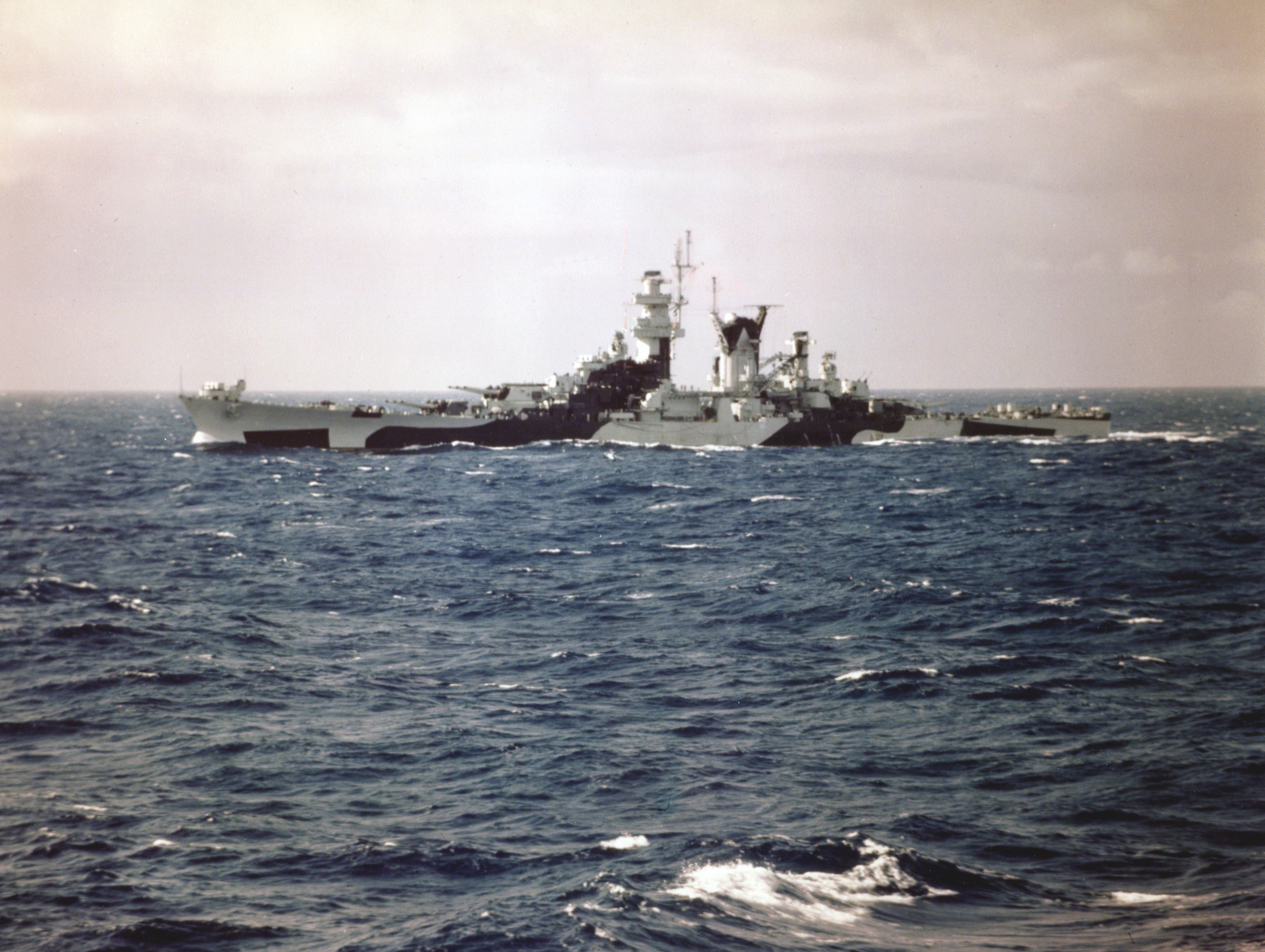
Alaska pe traseul ei de testare în august 1944

După intrarea în serviciu, Alaska s-a îndreptat spre Hampton Roads, escortată de distrugătoarele Simpson și Broome. În continuare nava a fost supusă unor marșuri de probă, mai întâi în Chesapeake Bay iar apoi în Caraibe, în apropiere de Trinidad. Pe traseu ea a fost escortată de distrugătoarele Bainbridge și Decatur. După terminarea probelor Alaska s-a întors la Arsenalul Marinei din Philadelphia pentru mici modificări, incluzând instalarea a patru sisteme de conducere a focului Mk 57 pentru tunurile de 127 mm. La 12 noiembrie a plecat din Philadelphia în compania distrugătorului și puitorului de mine  Thomas T. Fraser, pregătindu-se pentru două săptămâni de probe la Gunatanamo Bay, Cuba. La 2 decembrie a plecat din Cuba, îndreptându-se spre Pacific, traversând Canalul Panama două zile mai târziu, și ajungând la San Diego la 12 decembrie. Acolo artileriștii s-au antrenat pentru bombardamentul de coastă și pentru apărarea antiaeriană.

### Misiuni în Pacific
La 8 ianuarie 1945, Alaska a plecat din California îndreptându-se spre Hawaii, ajungând la Pearl Harbor la 13 ianuarie. Acolo a participat la alte antrenamente și a fost inclusă în Grupul de Luptă 12.2, care a plecat spre Ulithi la 12 ianuarie. Grupul de Luptă a ajuns la Ulithi la 6 februarie și a fost unit cu Grupul de Luptă 58.5, parte a Grupului de Sprijin 58, Grupul Maritim Militar Rapid de Sprijin al Portavioanelor. Grupului de Sprijin 58.5 i-a fost atribuită sarcina de a asigura apărarea antiaeriană pentru portavioane, Alaska fiind însoțitoarea portavioanelor Enterprise și Saratoga. Flota s-a îndreptat spre Japonia la 10 februarie pentru a efectua bombardamente aeriene asupra Tokyoului și aerodromurilor vecine. Japonezii nu au atacat flota în timpul operațiunii. În continuare Alaska a fost transferată Grupului de Luptă 58.4, cu misiunea de a sprijini asaltul la Iwo Jima. La Iwo Jima a asistat portavioanele timp de 19 zile, după care s-a întors la Ulithi pentru a se realimenta cu combustibil și provizii.
Alaska a rămas cu Grupul de Luptă 58.4 pentru Bătălia de la Okinawa. I s-a dat misiunea de a sprijini portavioanele Yorktown și Intrepid; flota a plecat din Ulithi la 14 martie și a ajuns în zona ei de acțiune, la sud de Kyushu, patru zile mai târziu. Primele atacuri aeriene asupra Okinawei au început în acea zi, 17 avioane japoneze fiind distruse. Aici, Alaska a intrat în luptă când japonezii au lansat un atac aerian masiv asupra flotei americane. Antiaeriana sa a distrus un bombardier Yokosuka P1Y ce încerca să percuteze portavionul Intrepid. La scurt timp după asta Alaska a fost informată că în zonă se află niște avioane americane. Cam 10 minute mai târziu, tunarii ei au observat un avion neidentificat, care părea că se apropie amenințător, ca urmare l-au doborât. Însă s-a dovedit a fi un avion de vânătoare F6F Hellcat, iar pilotul nu a fost rănit. Mai târziu în acea după-amiază Alaska a doborât un al doilea bombardier japonez, un Yokosuka D4Y.

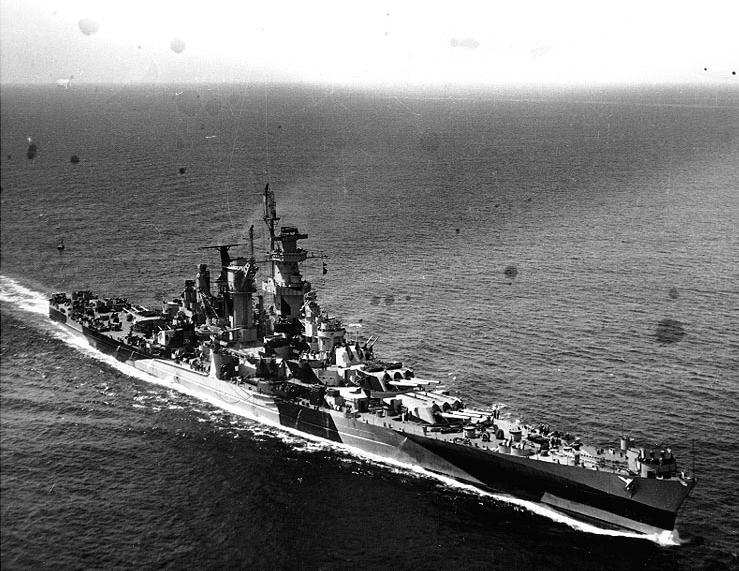
Alaska în septembrie 1944

În ziua următoare portavionul Franklin a fost lovit sever de mai multe bombe și de un atac kamikaze. Alaska și sora ei, Guam, alte două crucișătoare și mai multe distrugătoare au fost detașate pentru a crea Grupul de Luptă 58.2.9 care să escorteze avariatul Franklin înapoi la Ulithi. Pe drumul înapoi spre port, alt bombardier D4Y a atacat portavionul Franklin, iar navele de escortă n-au reușit să îl doboare. Focul tunurilor de 127 mm a cauzat arsuri unor oameni din apropiere; acestea au fost singurele răni suferite de echipajul ei pe toată durata războiului. În continuare Alaska a preluat comanda luptei. Folosindu-și radarul de supraveghere aeriană a dirijat avioanele de vânătoare la interceptarea și distrugerea un vânător greu Kawasaki Ki-45. La 22 martie navele au ajuns la Ulithi, iar Alaska fost trimisă să revină la GL 58.4.
După întoarcerea la unitatea ei Alaska a continuat să sprijine portavioanele din Okinawa. La 27 martie a primit misiunea de a dirija un bombardament asupra orașului Minamidaitō. Era însoțită de Guam, două crucișătoare ușoare și Flotila de Distrugătoare 47. În noaptea dintre 27–28 martie a tras 45 de proiectile de 305 mm și 352 de proiectile de 127 mm asupra insulei. Nava s-a reunit cu GL 58.4 la un punct de reaprovizionare, după care s-au îndreptat spre Okinawa pentru a sprijini debarcările ce au avut loc la 1 aprilie. În noaptea din 11 aprilie Alaska a doborât un avion japonez, a sprijinit distrugerea altuia și a capturat un avion kamikaze Ohka. La 16 aprilie nava a doborât alte trei avioane japoneze și a sprijinit doborârea a altor trei. În restul lunii apărarea ei antiaeriană a reușit să îndepărteze bombardierele japoneze.
După aceea Alaska s-a întors la Ulithi pentru a se reaproviziona, ajungând acolo la 14 mai. În continuare ea a intrat în componența GL 38.4, grupul maritim militar de sprijin al portavioanelor reorganizat. Flota s-a întors la Okinawa, unde Alaska și-a continuat rolul de apărare antiaeriană. La 9 iunie ea și Guam au bombardat Oki Daitō. În continuare, GL 38.4 s-a îndreptat spre San Pedro Bay în Golful Leyte pentru refacere și întreținere; nava a rămas acolo din 13 iunie până la 13 iulie, când a fost inclusă în Grupul de Luptă 96 Crucișătoare, împreună cu sora ei Guam, sub comanda Contraamiralului Francis S. Low. La 16 iulie, Alaska și Guam au efectuat o operațiune de distrugere în Marea Chinei de Est și Marea Galbenă pentru a scufunda navele de transport japoneze. Nu prea au avut succes, așa că s-au întors la flotă la 23 iulie. În continuare au luat parte la o operație majoră, care a inclus trei nave de linie și trei portavioane de escortă, în estuarul fluviului Yangtze la periferia Shanghai-ului. Nici această operațiune n-a prea avut succes.

### Activitatea de după război

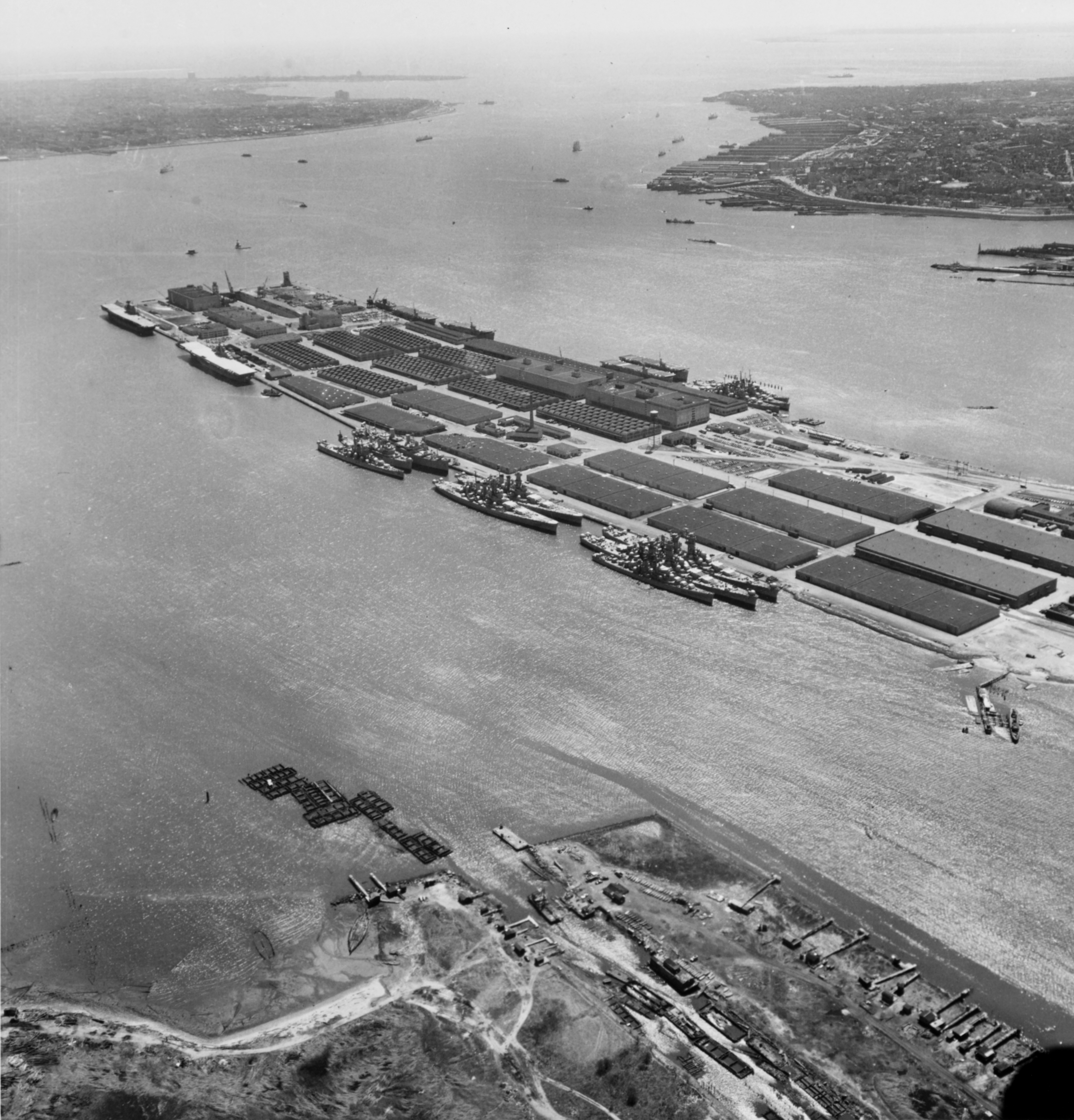
Flota de rezervă din Bayonne, New Jersey; cele două nave mari din dreapta sunt Alaska și Guam

În cursul serviciului său din cel de-al Doilea Război Mondial, Alaska a primit trei stele de serviciu. la 30 august Alaska a plecat din Okinawa îndreptându-se spre Japonia pentru a participa în Forța de Ocupația a celei de a Șaptea Flote. Ajunge în Incheon, Coreea, la 8 septembrie și sprijină operațiunile armatei până la 26 septembrie, când pleacă în Tsingtao, China, ajungând în ziua următoare. Acolo, a sprijinit A Șasea Divizie Marină până la 13 noiembrie, când s-a întors la Incheon pentru a lua parte la Operațiunea Covorului Magic, repatrierea masivă a milioane de soldați americani din Asia și Europa. Alaska a plecat din Incheon transportând soldați, cu destinația San Francisco. După ce a ajuns la San Francisco, a plecat în Atlantic, prin Canalul Panama, pe care l-a traversat la 13 decembrie. Nava a ajuns în Șantierul Naval Boston la 18 decembrie, unde au fost făcute operațiile de trecere a navei în rezervă. A plecat din Boston la 1 februarie 1946 pentru a merge la Bayonne, New Jersey, unde a fost pusă în rezervă. A ajuns acolo următoarea zi, iar la 13 august a fost scoasă din serviciu, însă nu a fost dezafectată decât la 17 februarie 1947.

### Propunerile de transformare
În 1958, Bureau of Ships (din engleză Biroul Navelor) a făcut două studii de fezabilitate pentru a vedea dacă Alaska și Guam erau potrivite pentru a fi transformate în crucișătoare cu rachete ghidate. Primul studiu a analizat înlocuirea tuturor tunurilor cu patru sisteme de rachete. Această transformare a fost considerată prea scumpă, costul ei fiind de 160 de milioane dolari americani, așa că s-a făcut încă un studiu. Conform acestuia, s-ar fi păstrat cele două turele triple cu tunuri de 305 mm și trei turele duble de 127 mm din față și nava ar fi fost echipată în partea din spate cu o versiune mai simplă a primului studiu. Această transformare ar fi costat doar 82 milioane de dolari americani, dar tot a fost considerată prea scumpă. Ca urmare, propunerea de transformare a fost abandonată iar nava a fost scoasă din evidențe la 1 iunie 1960. La 30 iunie a fost vândută Diviziunii Lipsett a Luria Brothers pentru a fi dezmembrată.

## Medalii
- Medalia Campaniei Americane (engleză American Campaign Medal)
- Medalia Campaniei din Asia-Pacific (engleză Asia-Pacific Campaign Medal)
- Medalia Victoriei celui de-al Doilea Război Mondial (engleză World War II Victory Medal)
- Medalia Ocupării Navale (engleză Naval Occupation Medal)
- Medalia Serviciului în China (engleză China Service Medal)

## Observații și note
Observații
1. ↑  L/50 se referă la raportul dintre lungimea țevii tunului și calibru. Țeava unui tun L/50 este de 50 de ori mai lungă decât diametrul său.

Note
1. ↑  Friedman, pag. 301
2. 1 2 3 4 5 6 7 8  Alaska Arhivat în 14 iunie 2012, la Wayback Machine.  Naval History & Heritage Command. Accesat la 26 ianuarie 2014.
3. 1 2  Gardiner & Chesneau, pag. 122
4. ↑  Egan, pag. 36
5. ↑  Swanborough and Bowers, pag. 148
6. ↑  Friedman, pag. 303
7. ↑  Friedman, pag. 483
8. ↑  Cressman, pag. 339
9. ↑  Rohwer, pag. 423
10. ↑  Garzke & Dulin, pag. 187